# 동적 언어 런타임
동적 언어 런타임(Dynamic Language Runtime)은 공통 언어 런타임(CLR) 위에서 실행되며 동적 언어에 대한 마이크로소프트의 컴퓨터 언어 서비스를 제공한다. 이러한 서비스에는 다음이 포함된다.
- DLR 서비스를 사용하는 모든 언어에서 공유되는 동적 자료형 체계
- 동적 메소드 디스패치
- 동적 코드 생성
- 호스팅 API

DLR은 IronPython 및 IronRuby 프로젝트를 포함하여 닷넷 프레임워크에서 동적 언어를 구현하는 데 사용된다.
동적 언어 구현은 공통 기본 시스템을 공유하므로 서로 상호 작용하기가 더 쉬워야 한다. 예를 들어, 모든 동적 언어의 라이브러리를 다른 동적 언어에서 사용할 수 있어야 한다. 또한 호스팅 API를 사용하면 C 샤프 및 비주얼 베이직 닷넷과 같은 정적으로 유형이 지정된 CLI 언어와의 상호 운용성이 가능하다.

## 같이 보기
- 패럿 가상 머신